# Boston (musikgrupp)
Boston är ett amerikanskt rockband som bildades i just Boston, Massachusetts år 1975. Bandet grundades av Tom Scholz som genom åren varit bandets bestående medlem och primära låtskrivare. När bandets självbetitlade debutalbum gavs ut 1976 ingick också sångaren Brad Delp, gitarristen Barry Goudreou, basisten Fran Sheehan samt trummisen Sib Hashian i gruppen. Boston har sålts i över 25 miljoner exemplar världen över och var vid denna tid det bäst säljande debutalbumet någonsin i USA. Albumet innehåller bland andra låtarna "More Than a Feeling" och "Forplay/Long Time". Samma uppsättning av bandet gav sedan ut Don't Look Back 1978.
På grund av en dispyt med skivbolaget dröjde det till 1986 innan Boston gav ut sitt tredje studioalbum, Third Stage. Förutom Scholtz och Delp ingick vid denna tid också gitarristen Garry Pihl och trummisen Jim Masdea i bandet. Från albumet gavs låten "Amanda" ut som singel och gav gruppen dess första singeletta i USA. 1994 gavs albumet Walk On ut. Scholtz var nu ensam origianlmedlem kvar i bandet och Fran Cosmo hade rekryterats som sångare. Delp återvände senare till bandet och medverkade på Corporate America som gavs ut 2002. Delp begick i mars 2007 självmord. 2013 gavs bandets sjätte studioalbum ut, Life, Love & Hope.
Boston har haft många medlemmar som kommit och gått. Sedan 1985 har Scholtz och Pihl varit de konstanta medlemmarna i bandet. I bandets senaste uppsättning ingår också: Curly Smith (trummor), Jeff Neal, (trummor), Tommy DeCarlo (sång), Tracy Ferrie (bas) samt Beth Cohen (klaviatur).

## Historia
Bandet grundades av Tom Scholz och originalsångare var Brad Delp. Övriga medlemmar var Barry Goudreau, Fran Sheehan och Sib Hashian. Musikstilen kan beskrivas som hårdrock och AOR. Deras debutalbum är ett av de mest sålda albumen i historien, och innehåller deras största hit "More Than a Feeling".
Deras andra album blev en kommersiell besvikelse och när den efterföljande turnén avslutats beslutade Scholz att bandet skulle ta en paus. Först 1986 kom gruppens tredje album. Nu fanns endast Scholz och Delp kvar från originalsättningen. Ytterligare åtta år senare kom albumet "Walk On", nu med Fran Cosmo som sångare. Delp hade lämnat Boston för att bli ny sångare i gruppen RTZ. Han återvände dock omedelbart efter att "Walk On" släppts och Boston hade nu två sångare.
2002 gavs albumet Corporate America ut vars titellåt är Bostons första låt med uppenbart politiskt innehåll, vilket väckte stor uppståndelse hos en del fans trots att Scholz aldrig hymlat med sina politiska åsikter. Låten handlar om globalisering och miljöförstöring, men uppfattades av en del fans som vänsterpropaganda, särskilt som albumet kom året efter Enronskandalen. Scholz hävdade dock att han hade arbetat med låttexten i flera år och att den inte har någet med Enronskandalen att göra. Cosmo lämnade bandet för att bilda Cosmo tillsammans med sin son Anthony, som också medverkade på Corporate America.
Den 9 mars 2007 begick Delp självmord i sitt hem. Till den hyllningskonsert som arrangerades den 19 augusti var alla tidigare medlemmar och några andra band inbjudna. Michael Sweet från Stryper var tillfrågad att sjunga, men så upptäcktes lagerarbetaren Tommy DeCarlo genom hans MySpace-sida där han sjöng några av Bostons låtar. Under 2008 turnerade Boston i Nordamerika och bandet bestod då av Scholz (gitarr, keyboard), Gary Pihl (gitarr), Kimberley Dahme (bas, sång), Jeff Neal (trummor), DeCarlo (sång) och Sweet (gitarr, sång).
För varje albumsläpp har försäljningen blivit allt mindre, men gruppen anses ändå vara ett av de största amerikanska rockbanden och pionjärer inom AOR-genren. Hela tiden har Boston varit otroligt centrerat kring Scholz och han spelar de flesta instrumenten på studioalbumen. Han har också varit noga med att Boston ska spela hans musik, och därför är bidragen från övriga medlemmar få.

## Diskografi
- 1976 – Boston
- 1978 – Don't Look Back
- 1986 – Third Stage
- 1994 – Walk On
- 2002 – Corporate America
- 2013 – Life, Love & Hope